# Гиньківці (печера)
Гиньківці — печера, що знаходиться в селі Гиньківці Чортківського району Тернопільської области.

## Відомості
Обстеження проводилося у березні 2019 року Володимиром Добрянським та Петром Площанським.
Вона розміщена на лівому березі каньйоноподібної долини р. Тупа (Дупла) вище середини пологого схилу та праворуч ерозійного яру. 
Загальна площа — 800 кв.м, а об’єм — 1000 куб.м. Печера має вхід завширшки 1 м, висоту 0,2—0,4 м, два бокових вікна менших розмірів та два крила. Висота ходів та залів печери сягають від 0,8 до 1,2 м, а їхня ширина — від 2 до 8 м.
В 1944 році у штольнях печери «Гиньківська» переховувалися борці за волю та незалежність України — воїни ОУН-УПА. Вони після бойових дій із опричниками НКВС пробилися із оточення в районі лісів неподалік с. Дуплиська. Але в Гиньківцях, за «наводкою» сексотів, вхід до печери був заблокований працівниками НКВС. Лише за допомогою місцевого населення, яке споїло енкаведистів під час весілля у селі, в перестрілці із енкаведистами вирвалися із оточення.

## Опис
Південна частина порожнини сформована у вапняках, а північна — в пісковиках. Верх стелі має натічні форми та підпирається багатьма колонами, які зцементувалися карбонатами в піску. Дно печери встелене алохтонними глинами темно-сірого відтінку, яке місцями посічене невеликими сухими руслами, по яких тече вода після сильних злив та весняних паводків.
Печера «Гиньківська» (місцева назва «Дєра») сформована в результаті вимивання і просідання порід під вапняками, а пізніше довершена у результаті добування піску місцевими жителями.